# Wydział Weterynaryjny Uniwersytetu Warszawskiego

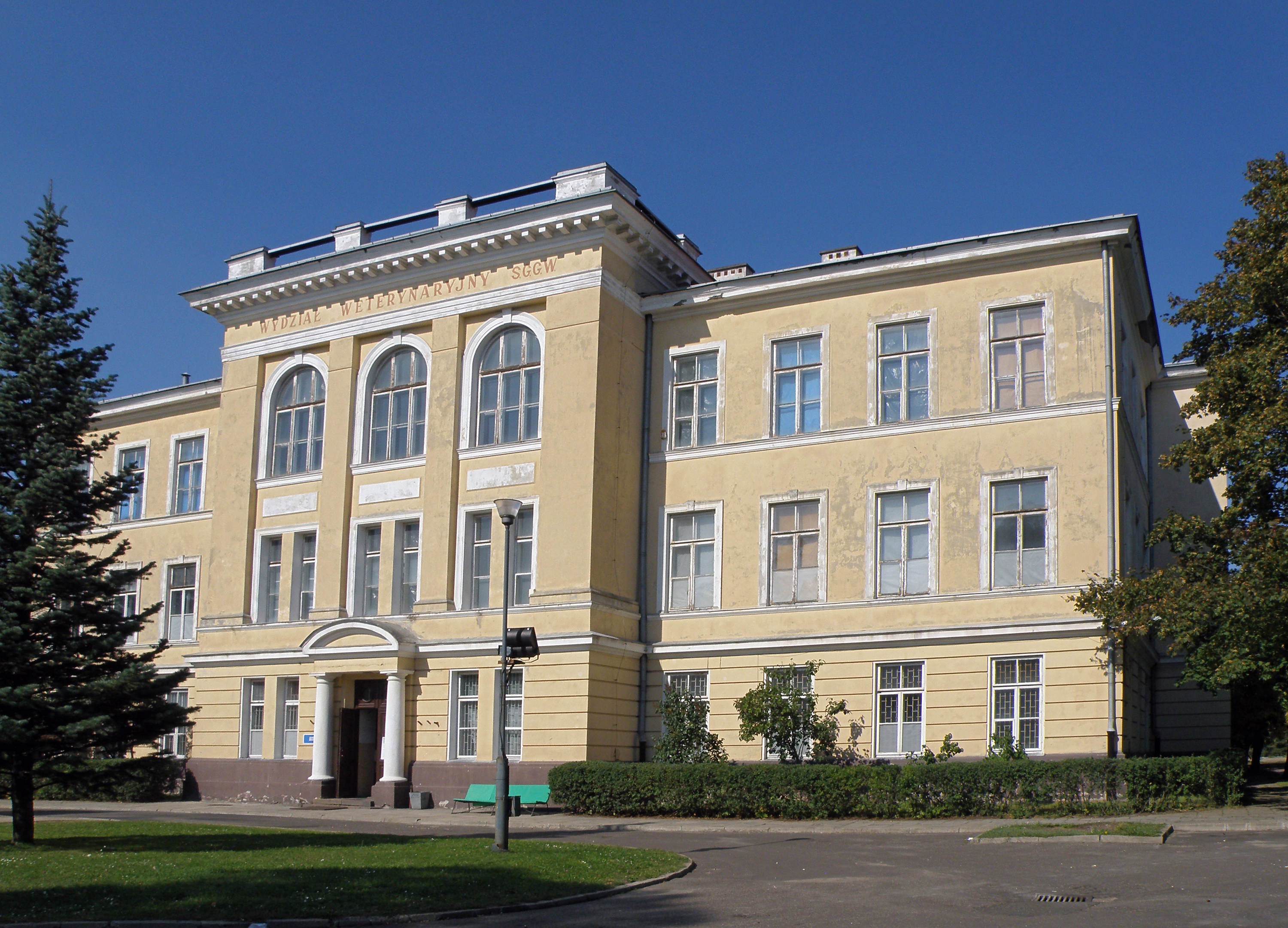
Gmach główny Wydziału Weterynaryjnego Uniwersytetu Warszawskiego przy ul. Grochowskiej 272

Wydział Weterynaryjny Uniwersytetu Warszawskiego – istniejąca w latach 1927–1952 jednostka organizacyjna Uniwersytetu Warszawskiego zajmująca się kształceniem w zakresie medycyny weterynaryjnej. Na jej bazie w 1952 utworzono w Szkole Głównej Gospodarstwa Wiejskiego w Warszawie Wydział Medycyny Weterynaryjnej.

## Historia
Wydział Weterynaryjny UW powstał w 1927 w wyniku usamodzielnienia dotychczasowego, powstałego w 1918, Studium Weterynaryjnego Wydziału Lekarskiego Uniwersytetu Warszawskiego. Studium miało genezę w utworzonym 17 lipca 1824 na mocy dekretu z 1816 Instytucie Rządowym Weterynaryi w Burakowie pod Warszawą z siedzibą w budynkach Instytutu Agronomicznego w Marymoncie. Działalność Instytutu kontynuowała utworzona w 1840 Szkoła Weterynarzy, która w 1889 uzyskała status szkoły wyższej. W 1901 Szkoła Weterynarzy otrzymała nowoczesną bazę akademicką w postaci wzniesionego dla niej w latach 1899-1900 zespołu budynków na Grochowie przy ul. Grochowskiej 272 (projektant arch. Władimir Pokrowski). Tam też mieściła się siedziba Wydziału Weterynaryjnego UW.
Z powodów antysemickich w roku akademickim 1938/39 na studia w wydziale nie przyjmowano Żydów.
W okresie międzywojennym dziekanami wydziału byli Eugeniusz Wajgiel (w latach 1929–1930 i 1935–1936) i prof. Jan Gordziałkowski.
W czasie II wojny światowej wydział nie prowadził działalności (gmachy przy ul. Grochowskiej zajmowane były przez szpital zakaźny). Wznowiono ją w roku akademickim 1946/1947. 
Po wojnie wydział dzielił siedzibę przy ul. Grochowskiej z Wydziałem Farmaceutycznym UW.
W 1952 wydział usunięto z uniwersytetu i stał się jednostką organizacyjną Szkoły Głównej Gospodarstwa Wiejskiego. Obecnie nosi ona nazwę Wydział Medycyny Weterynaryjnej SGGW.